# Nelly Degouy
Nelly Degouy (Antwerpen, 16 maart 1910 – aldaar, 28 november 1979) was een Vlaams kunstenaar met Franse ouders. Zij was illustrator, houtgraveur, boekbandontwerper en ontwerper van gelegenheidsgrafiek en ex-librissen. Zij was de echtgenote van de graficus Désiré Acket (1905-1987).
Haar opleiding genoot zij bij de Koninklijke Academie voor Schone Kunsten in Antwerpen en het Hoger Instituut voor Beeldende Kunsten Sint Lucas in Brussel. Zij werkte op het atelier van Edward Pellens.
Zij tekende en graveerde talrijke illustraties voor Kerstvertellingen van Marie Gevers, voor werk van Berthe Delepine, Stijn Streuvels, Tine Rabhooy en Jan Vercammen.